# Манастир Велика Дренова
Манастир Велика Дренова је манастир који је подигнут на темељима старог манастира из 14. века, у селу Велика Дренова у Трстеника. Манастир припада Епархији крушевачкој Српске православне цркве.

## Историја
У обновљеном манастиру посвећеном Светом пророку Илији у Равницама (село Велика Дренова), благодаћу Духа Светога, подигнутом благословом Епископа Давида, подвигом мати Серафиме и сестринства, монашки живот поново је рођен, преображен и васкрсао.